# Ctenotus hebetior
Ctenotus hebetior (товстий гребневухий сцинк) — вид сцинкоподібних ящірок родини сцинкових (Scincidae). Ендемік Австралії.

## Поширення і екологія
Товсті гребневухі сцинки поширені в центральних і північно-східних районах Квінсленда. Вони живуть на рівнинах та серед піщаних дюн, порослих спінніфексом, трапляються в тріщинах серед скель.